# Velimir Chlebnikov
Questo qua è Dio che salta dentro un pio.»
(V. Chlebnikov, Al mattino, 1921, nella traduzione di Paolo Nori.)
Velimir Chlebnikov, pseudonimo di Viktor Vladimirovič Chlebnikov (in russo Велими́р Хле́бников?; Malye Derbety, 9 novembre 1885 – Santalovo, 28 giugno 1922), è stato un poeta russo, uno dei principali futuristi del suo paese.

## Biografia
Nacque nel villaggio di Malye Derbety (in russo: Ма́лые Дербе́ты; in calmucco: Баһ Дөрвд, Bağ Dörvd), situato nell'Oblast' di Astrachan'. Nel 1909 incontrò Vladimir Majakovskij, Aleksej Kručënych, David Burljuk e Benedikt Livšic, con cui entrò successivamente a far parte del gruppo futurista Gileja. Già in precedenza aveva scritto però molte opere significative. Tra i contemporanei, era considerato "un poeta per poeti" (così Majakovskij nel suo necrologio) e un genio squilibrato.
Nella sua opera abbondano le sperimentazioni linguistiche, con l'invenzione di un numero enorme di neologismi. Insieme a Kručënych, diede vita alla lingua poetica "trasmentale", detta zaum o zanghesi (Зангези).
Scrisse anche saggi sulle future, possibili evoluzioni dei mezzi di comunicazione ("La Radio del Futuro"), dei trasporti e delle abitazioni ("Noi stessi e i nostri edifici"). Descrisse un mondo in cui la gente vive e viaggia in cubi di vetro mobili e in cui tutta la conoscenza umana può essere diffusa attraverso la radio e mostrata automaticamente su giganteschi pannelli simili a libri collocati per strada.
Negli ultimi anni fu affascinato dalla mitologia slava e dalla numerologia pitagorica e disegnò grandi "Tavole del Destino" in cui scrisse delle profezie.
Chlebnikov morì di paralisi, dovuta a inedia e malnutrizione, mentre era ospite in casa del suo amico Petr Vasil'evič Miturič, nei pressi di Krestcy (Governatorato di Novgorod).
Il piccolo asteroide 3112 Velimir scoperto nel 1977 dall'astronomo russo Nikolaj Stepanovič Černych porta il suo nome.

## Opere

### In traduzione italiana
- Velimir Chlebnikov, Poesie, a cura di Angelo Maria Ripellino, Torino, Einaudi, 1989.
- Velimir Chlebnikov, 47 poesie facili e una difficile, a cura di Paolo Nori, Macerata, Quodlibet, 2009.
- "Zangezi" traduzione e note di Carla Solivetti, Carte Segrete 53, marzo 1987, Serafini Editore, nello stesso numero due "mostre libro", Mario Coppola "Adventum", Zao Wou-Ki "Il Pittore Di Due Mondi".

### Su Chlebnikov
Nel romanzo Pancetta (2004) di Paolo Nori si descrivono la vita e le opere del poeta; lo stesso autore racconta ampiamente di Chlébnikov nel suo romanzo Vi avverto che vivo per l'ultima volta  che parla di Anna Achmàtova.